# مایکل کوگان
مایکل کوگان (انگلیسی: Michael Coogan؛ زادهٔ ۳۰ ژوئیهٔ ۱۹۴۲) اهل بریتانیا است. مدرس کتاب مقدس عبری/عهد عتیق در مدرسه الهی هاروارد، مدیر انتشارات هاروارد موزه سامیتی، سردبیر آکسفورد کتاب مقدس مطالعات آنلاین، و استاد بازنشسته مطالعات دینی در کالج استون هیل. او همچنین در دانشگاه فوردهام، کالج بوستون، کالج ولزلی و دانشگاه واترلو (انتاریو) تدریس کرده‌است. کوگان همچنین در کاوش‌های باستان‌شناسی در اسرائیل، اردن، قبرس، و مصر شرکت کرده و هدایت آن را بر عهده داشته و به‌طور گسترده سخنرانی کرده‌است.

## تحصیلات و افتخارات
کوگان به عنوان کاتولیک رومی بزرگ شد و به مدت ۱۰ سال یک یسوعی بود.
کوگان دارای مدرک دکترا در زبان‌ها و ادبیات خاور نزدیک از دانشگاه هاروارد، ۱۹۷۱ است. مطالعات آنلاین آکسفورد کتاب مقدس.</ref> در سال ۲۰۰۰، او جایزه استاد برجسته استون هیل را به پاس قدردانی از بورس تحصیلی و تدریس خود دریافت کرد.
یکی از دانشمندان برجسته کتاب مقدس در ایالات متحده، او نویسنده «عهد عتیق: مقدمه‌ای تاریخی و ادبی بر متون مقدس عبری»  ویراستار «کتاب مقدس مشروح آکسفورد»، «دایره المعارف کتاب‌های انجیل آکسفورد»، و مطالعات آنلاین کتاب مقدس آکسفورد. و یکی از همکاران در آثار مرجع استانداردی مانند «دایره المعارف دین»، «فرهنگ کتاب مقدس هارپر کالینز» و «تفسیر کتاب مقدس نیو جروم» است.